# Ивичеста мангуста
Ивичестата мангуста (Mungos mungo) е вид бозайник от семейство Мангустови (Herpestidae), обичайно срещана в централните и източни части на Африка. Живее в саваните, горите и тревистите местности, хранейки се основно с бръмбари и стоножки. Мангустите използват за подслон различни бърлоги, в това число и термитници. Докато повечето видове от рода на мангустите живеят самостоятелно, ивичестите мангусти живеят на колонии със сложни социални структури.

## Физически характеристики
Ивичестата мангуста е добре сложена с голяма глава, малки уши, къси мускулести крайници и опашка, дълга почти колкото цялото останало тяло. Разпространените в по-влажни зони животни са по-големи и с по-тъмна окраска от тези, които обитават по-сухите части. Козината е груба, сиво кафява, с няколко ивици през гърба, които на цвят варират от тъмно кафяво до черно. Крайниците и зурлата са по-тъмни. Мангустите имат дълги и здрави нокти, които им позволяват да ровят в почвата.
Възрастните ивически мангусти могат да достигнат на дължина от 30 до 45 cm и тегло от 1,5 до 2,25 kg. Опашката е дълга ото 15 до 30 cm.

## Разпространение
Ивичестата мангуста обитава голяма част от Източна, Югоизточна Африка и централните части на Южна Африка. Големи популации се срещат и в северните савани на Западна Африка. Живее в савани, гори и тревисти местности, често в близост до вода, но понякога и в сухи територии с бодливи ниски храсти, но не и в пустини.
Развитието на селското стопанство в Африка влияе положително на популациите от ивичести мангусти, тъй като семената в обработваемите земи им служат като допълнителен източник на храна.

## Начин на живот
Видът използва за подслон различни хралупи, най-често в термитници, но също и дупки в скалите, гъсталаци, канавки и подземни галерии. За разлика от убежищата на мангустата джудже, тези на ивичестата мангуста не зависят толкова от растителното прикритие и имат повече входове. 

### Хранене
Ивичестата мангуста основно се храни с насекоми и стоножки, по-рядко с малки влечуги и птици. Важна част от храната им са мравките, щурците, термитите, скакалците и дървениците. Яде също така жаби, гущери, малки змии, гнездящи птици, както и яйцата на птици и влечуги. Понякога мангустите пият вода от дъждовни локви и от езера.
Ивичестите мангусти търсят храна групово, но не я споделят помежду си и защитават плячката си. Всяка сутрин за по няколко часа те предприемат обиколки в търсене на храна, отпочиват си на сянка и често се отправят на лов за втори път следобеда. Използват обонянието си, за да откриват плячката си, и ноктите си, за да я изровят от земята или от дървесни хралупи. Мангустите често могат да се открият покрай купчините тор, оставяни от големи тревопасни животни, тъй като те привличат бръмбари и стоножки. Комуникират посредством тихо грухтене, издавано на всеки няколко секунди. С яйцата и твърдокрилите насекоми процедират, като ги хващат в предните си лапи и ги хвърлят върху камениста повърхност с цел да ги счупят.

### Социално поведение
Ивичестите мангусти живеят на смесени групи от по 7 до 40 екземпляра (средно около 20). Нощно време групата спи заедно в подземни леговища, често в изоставени термитници.
Не е открита строга йерархия в колонията. Нивата на агресия в групата са ниски. Понякога мангустите се сбиват за храна, макар че като цяло който открие храната я печели. Най-силно агресията и йерархичното поведение се проявяват по време на размножителния период. Женските обичайно не са агресивни, но при тях се наблюдава възрастова йерархия, и по-възрастните екземпляри имат по-големи поколения. Когато броят на женските в колонията нарасне, по-младите биват изгонени от колонията от по-възрастните женски, а понякога и от мъжките. Когато тези прогонени женски срещнат съседни колонии от мангусти, към тях могат да се присъединят мъжки, които също са в по-ниско положение в йерархията си, за да сформират нова колония.
Взаимоотношенията между отделните колонии са белязани с висока доза агресия: при срещи мангустите от съседни колонии понякога се раняват и убиват. По време на схватките съперниците от различни полове обаче могат да стигнат и до чифтосване. Мангустите използват миризлив секрет, с който маркират територията си и я защитават, но който може да служи и за комуникация в рамките на групата. В съобществата на ивичестите мангусти се наблюдава ясно разграничение между съперниците по територия и съперниците в чифтосването. В рамките на колонията индивидите са съперници при размножаването, докато отделните колонии си съперничат по отношение на територията, храната и ресурсите.

## Размножаване
Бремеността трае 60 – 70 дни. Около 70% от възрастните женски в колонията износват плода и раждат групово, обикновено дори в един ден, в подземно леговище. Всяка женска ражда от 2 до 6 малки, средно котилото се състои от 4 малки. През първите четири седмици от живота си малките са пазени под земята, обичайно от 1 – 3 мангусти, докато останалите са навън за храна. След четири седмици малките се присъединяват към колонията при ловните ѝ набези. Всяко новородено е охранявано от възрастен индивид, който му помага при намирането на храна и го защитава при опасност. Малките стават независими по отношение на изхранването на тримесечна възраст.

## Природозащитен статут
Ивичестите мангусти обитават множество защитени територии в рамките на широкия си ареал на Африканския континент. В Серенгети, Танзания, гъстотата на мангустите е около 3 животни на квадратен километър. В южните части на Квазулу-Натал, Южна Африка, мангустите имат сходна гъстота: 2,4/km2. Националният парк „Кралица Елизабет“ има много по-висока гъстота на мангустите: 18/km2. Като цяло ивичестите мангусти се срещат с по-голяма численост в източните и югоизточните области на ареала си, отколкото в западните.